# Fussball Club Südtirol 2020-2021
Questa voce raccoglie le informazioni riguardanti il Fussball Club Südtirol nelle competizioni ufficiali della stagione 2020-2021.

## Stagione
Nella stagione 2020-2021 il Sudtirol disputa il girone B del campionato di Serie C, con 75 punti ottiene il terzo posto finale. Disputa i Play-off saltando i primi due turni  a gironi, grazie all'ottimo piazzamento, inizia dal primo turno della fase finale incrociando la Pro Vercelli, (2-1) a Vercelli e (2-1) al Druso, gli altoatesini passano il turno grazie al miglior piazzamento in campionato, nel secondo turno nazionale incontrano l'Avellino, (2-0) in Irpinia e (1-0) al Druso, passa il turno l'Avellino. Allenati da Stefano Vecchi i biancorossi hanno raccolto 37 punti nel girone di andata e 38 nel girone di ritorno, sempre nelle prime posizioni di classifica. Nella Coppa Italia nazionale il Sudtirol supera nel primo turno (2-1) il Sassari, mentre nel secondo turno perde (3-0) a Salerno. Per questa stagione non si è disputata la Coppa Italia di Serie C.

## Divise e sponsor
Il fornitore di materiale tecnico per la stagione 2020-2021 è Mizuno, subentrato a Boxeur Des Rues, che propone due divise da gara:
- una maglia casalinga bianca, solcata frontalmente da una fascia mediana rossa (adornata da un motivo ton sur ton a reticolato, mutuato dallo stemma), con scollo e bordimanica rosso-neri; bianchi con finiture rosso-nere sono pure pantaloncini e calzettoni.
- un completo esterno nero; la maglia presenta i bordimanica dorati (che riprendono il motivo a reticolato già visto sulla home) e dorati sono pure gli sponsor e lo stemma, declinato monocromaticamente.
- in aggiunta, i portieri (laddove non indossano una delle due divise sopradette) hanno a disposizione un completo giallo con finiture e personalizzazioni blu scuro, oppure uno rosso con dettagli bianchi.

Per celebrare il 25º anniversario dalla ridenominazione del SV Milland in FC Südtirol-Alto Adige, viene altresì realizzata una maglia speciale a fasce orizzontali bianco-rosse (riprendendo la casacca indossata nella stagione d'esordio 1995-1996), che ai lati sfumano in un motivo a rombi simile a quello del logo sociale. Tale divisa, realizzata in 100 esemplari, viene indossata solo in occasione della partita di campionato del 21 febbraio 2021 contro il Padova.
Gli sponsor ufficiali di maglia sono Duka, il cui marchio appare al centro delle divise, Alperia, il cui marchio appare al centro delle divise, IDM Alto Adige (società controllata della provincia autonoma di Bolzano, tramite il "marchio ombrello" di promozione territoriale Südtirol) sulla manica sinistra. TopHaus, il cui marchio è collocato nel basso dorso. Limitatamente ai playoff, sui pantaloncini appare anche il marchio Mataloni Carrelli Elevatori
| Casa | Trasferta | 25 anni | Portiere 1 | Portiere 2 |  |

## Rosa
| N. |                    | Ruolo | Calciatore             |
| -- | ------------------ | ----- | ---------------------- |
| 1  | Italia (bandiera)  | P     | Giacomo Poluzzi        |
| 2  | Marocco (bandiera) | D     | Hamza El Kaouakibi     |
| 3  | Italia (bandiera)  | D     | Alessandro Fabbri      |
| 4  | Italia (bandiera)  | D     | Marco Curto            |
| 5  | Francia (bandiera) | D     | Kévin Vinetot          |
| 6  | Italia (bandiera)  | D     | Nicolò Gigli           |
| 7  | Italia (bandiera)  | A     | Gianluca Turchetta     |
| 7  | Italia (bandiera)  | A     | Davide Voltan          |
| 8  | Italia (bandiera)  | C     | Emanuele Gatto         |
| 9  | Italia (bandiera)  | A     | Raphael Odogwu         |
| 10 | Italia (bandiera)  | C     | Hannes Fink (capitano) |
| 11 | Italia (bandiera)  | A     | Manuel Fischnaller     |
| 12 | Italia (bandiera)  | P     | Julian Pircher         |
| 13 | Italia (bandiera)  | D     | Simone Davi            |

| N. |                      | Ruolo | Calciatore        |
| -- | -------------------- | ----- | ----------------- |
| 14 | Svezia (bandiera)    | C     | Nermin Karić      |
| 16 | Italia (bandiera)    | C     | Stefano Calabrese |
| 17 | Italia (bandiera)    | C     | Daniele Casiraghi |
| 18 | Italia (bandiera)    | A     | Matteo Rover      |
| 19 | Italia (bandiera)    | C     | Leandro Greco     |
| 20 | Italia (bandiera)    | D     | Gabriele Morelli  |
| 21 | Italia (bandiera)    | D     | Fabian Tait       |
| 22 | Italia (bandiera)    | P     | Marco Meneghetti  |
| 23 | Italia (bandiera)    | C     | Alessandro Malomo |
| 25 | Rep. Ceca (bandiera) | D     | Jan Polák         |
| 27 | Italia (bandiera)    | A     | Mauro Semprini    |
| 29 | Italia (bandiera)    | A     | Simone Magnaghi   |
| 30 | Italia (bandiera)    | C     | Marco Beccaro     |
| 32 | Italia (bandiera)    | A     | Mattia Marchi     |

## Calciomercato

### Sessione estiva(dal 01/09 al 05/10)
| Acquisti | Acquisti           | Acquisti           | Acquisti      |
| R.       | Nome               | da                 | Modalità      |
| -------- | ------------------ | ------------------ | ------------- |
| P        | Marco Meneghetti   | SPAL               | prestito      |
| P        | Giacomo Poluzzi    | Virtus Francavilla | svincolato    |
| P        | Simone Tononi      | Inter              | fine prestito |
| D        | Marco Curto        | Empoli             | definitivo    |
| D        | Hamza El Kaouakibi | Bologna            | prestito      |
| C        | Alessandro Malomo  | Triestina          | svincolato    |
| C        | Leandro Greco      |                    | svincolato    |
| C        | Nermin Karić       | Genoa              | svincolato    |
| C        | Tommaso Morosini   | Monza              | fine prestito |
| C        | Simone Zanon       | Napoli             | fine prestito |
| A        | Simone Magnaghi    | Pordenone          | prestito      |
| A        | Simone Mazzocchi   | Reggiana           | prestito      |
| A        | Raphael Odogwu     | Virtus Verona      | svincolato    |
| A        | Matteo Rover       | Inter              | definitivo    |
| A        | Mauro Semprini     | Pontedera          | prestito      |

| Cessioni | Cessioni           | Cessioni       | Cessioni               |
| R.       | Nome               | a              | Modalità               |
| -------- | ------------------ | -------------- | ---------------------- |
| P        | Tommaso Cucchietti | Torino         | fine prestito          |
| P        | Kristian Grbic     | Virtus Bolzano | fine prestito          |
| P        | Roberto Taliento   | Atalanta       | fine prestito          |
| P        | Simone Tononi      | Genoa          | prestito               |
| D        | Alberto Alari      | Atalanta       | fine prestito          |
| D        | Marco Crocchianti  | Spezia         | fine prestito          |
| D        | Niccolò Gabrieli   | Fiorentina     | prestito               |
| D        | Mario Ierardi      | L.R. Vicenza   | definitivo             |
| C        | Luca Berardocco    | Juve Stabia    | svincolato             |
| C        | Vittorio Fabris    |                | svincolato             |
| C        | Matteo Gasperi     | Legnago        | definitivo             |
| C        | Tommaso Morosini   | Monza          | definitivo (0,5 mln €) |
| C        | Simone Zanon       | Seregno        | prestito               |
| A        | Mirco Petrella     | Triestina      | svincolato             |
| A        | Niccolò Romero     | Juve Stabia    | svincolato             |
| A        | Eljon Toci         | Fiorentina     | prestito               |

### Sessione invernale(dal 04/01 al 01/02)
| Acquisti | Acquisti         | Acquisti | Acquisti |
| R.       | Nome             | da       | Modalità |
| -------- | ---------------- | -------- | -------- |
| D        | Gabriele Morelli | Livorno  | prestito |
| A        | Mattia Marchi    | Reggiana | prestito |
| A        | Davide Voltan    | Reggiana | prestito |

| Cessioni | Cessioni           | Cessioni  | Cessioni      |
| R.       | Nome               | a         | Modalità      |
| -------- | ------------------ | --------- | ------------- |
| D        | Nicolò Gigli       | Potenza   | definitivo    |
| A        | Mauro Semprini     | Pontedera | fine prestito |
| A        | Gianluca Turchetta | Casertana | prestito      |

## Risultati

### Serie C

#### Girone di andata
| Ravenna 27 settembre 2020, ore 17:30 CEST 1ª giornata | Ravenna          | 0 – 3 (a tavolino) | Südtirol | Stadio Bruno Benelli\| Arbitro: \| Emmanuele (Pisa) \| |
| Arbitro:                                              | Emmanuele (Pisa) |                    |          |                                                        |

| Arbitro: | Di Marco (Ciampino) |

|                                           |           |  |
| Beccaro 6’ El Kaouakibi 33’ Casiraghi 68’ | Marcatori |  |

| Arbitro: | Rinaldi (Bassano del Grappa) |

|                |           |                   |
| Balestrero 33’ | Marcatori | 6’ (aut.) Moretti |

| Arbitro: | Turrini (Firenze) |

|                   |           |               |
| Fischnaller 45+3’ | Marcatori | 82’ Signorini |

| Arbitro: | Costanza (Agrigento) |

|  |           |          |
|  | Marcatori | 73’ Fink |

| Arbitro: | Nicolini (Brescia) |

|                                |           |  |
| Tait 8’ Rover 31’ Magnaghi 40’ | Marcatori |  |

| Arbitro: | Zufferli (Udine) |

|                  |           |  |
| Nicastro 8’, 31’ | Marcatori |  |

| Bolzano 1º novembre 2020, ore 15:00 CET 8ª giornata | Südtirol                      | 0 – 0 referto | Sambenedettese | Stadio Druso (0 spett.)\| Arbitro: \| Pascarella (Nocera Inferiore) \| |
| Arbitro:                                            | Pascarella (Nocera Inferiore) |               |                |                                                                        |

| Arbitro: | Pashuku (Albano Laziale) |

|                      |           |                        |
| Parlati 90+2’ (rig.) | Marcatori | 90+6’ (rig.) Casiraghi |

| Arbitro: | Luciani (Roma) |

|                        |           |                |
| Rover 41’ Magnaghi 51’ | Marcatori | 90+1’ Guccione |

| Imola 15 novembre 2020, ore 17:30 CET 11ª giornata | Imolese                    | 0 – 3 (a tavolino) | Südtirol | Stadio Romeo Galli\| Arbitro: \| Catanoso (Reggio Calabria) \| |
| Arbitro:                                           | Catanoso (Reggio Calabria) |                    |          |                                                                |

| Arbitro: | Virgilio (Trapani) |

|                |           |                            |
| Monachello 22’ | Marcatori | 59’ El Kaouakibi 71’ Karić |

| Arbitro: | Cosso (Reggio Calabria) |

|                      |           |               |
| Casiraghi 41’ (rig.) | Marcatori | 2’ Melchiorri |

| Arbitro: | Perenzoni (Rovereto) |

|  |           |                                           |
|  | Marcatori | 2’ Tait 16’ Rover 20’ Casiraghi 61’ Karić |

| Arbitro: | Acanfora (Castellammare di Stabia) |

|          |           |  |
| Tait 81’ | Marcatori |  |

| Arbitro: | Angelucci (Foligno) |

|                          |           |                         |
| Pittarello 19’ Danti 61’ | Marcatori | 5’ Beccaro 74’ L. Greco |

| Arbitro: | Marcenaro (Genova) |

|                 |           |                                |
| Fischnaller 26’ | Marcatori | 46’ (rig.) Granoche 86’ Mensah |

| Cesena 9 gennaio 2021, ore 15:00 CET 18ª giornata | Cesena           | 0 – 0 referto | Südtirol | Orogel Stadium-Dino Manuzzi (0 spett.)\| Arbitro: \| Zufferli (Udine) \| |
| Arbitro:                                          | Zufferli (Udine) |               |          |                                                                          |

| Arbitro: | Cavaliere (Paola) |

|          |           |  |
| Fink 54’ | Marcatori |  |

#### Girone di ritorno
| Arbitro: | Di Marco (Ciampino) |

|                        |           |                     |
| Malomo 16’ Beccaro 60’ | Marcatori | 45+2’ (rig.) Mokulu |

| Arbitro: | Rutella (Enna) |

|            |           |             |
| Neglia 73’ | Marcatori | 10’ Vinetot |

| Arbitro: | Scarpa (Collegno) |

|                                            |           |                     |
| Voltan 8’ Beccaro 60’ Marchi 65’ Karić 75’ | Marcatori | 73’, 90+3’ Leonetti |

| Arbitro: | Monaldi (Macerata) |

|              |           |                          |
| J. Gómez 88’ | Marcatori | 73’ Casiraghi 86’ Odogwu |

| Arbitro: | Fontani (Siena) |

|  |           |                                     |
|  | Marcatori | 26’ (rig.) Ceccarelli 58’ Scarsella |

| Carpi 17 febbraio 2021, ore 17:30 CET 25ª giornata | Carpi             | 0 – 0 referto | Südtirol | Stadio Sandro Cabassi (0 spett.)\| Arbitro: \| Panettella (Bari) \| |
| Arbitro:                                           | Panettella (Bari) |               |          |                                                                     |

| Arbitro: | Vigile (Cosenza) |

|            |           |               |
| Voltan 35’ | Marcatori | 83’ F. Curcio |

| Arbitro: | Bitonti (Bologna) |

|  |           |                                           |
|  | Marcatori | 41’, 45+1’, 55’ Fischnaller 48’ Casiraghi |

| Arbitro: | Garofalo (Torre del Greco) |

|                                       |           |  |
| Fischnaller 7’ Casiraghi 30’ Tait 52’ | Marcatori |  |

| Arbitro: | F. Longo (Paola) |

|                     |           |               |
| Guccione 90’ (rig.) | Marcatori | 20’ Casiraghi |

| Arbitro: | Repace (Perugia) |

|                                                           |           |  |
| Voltan 36’ Morelli 45+1’ Casiraghi 80’ (rig.) Rover 90+1’ | Marcatori |  |

| Arbitro: | Cascone (Nocera Inferiore) |

|                          |           |  |
| Voltan 11’ Casiraghi 22’ | Marcatori |  |

| Arbitro: | Gualtieri (Asti) |

|            |           |  |
| Monaco 29’ | Marcatori |  |

| Arbitro: | Giaccaglia (Jesi) |

|               |           |  |
| Casiraghi 32’ | Marcatori |  |

| Arbitro: | De Tommaso (Rieti) |

|                         |           |                                             |
| Antonelli 40’ Burić 54’ | Marcatori | 21’ Malomo 63’ (rig.) Casiraghi 74’ Vinetot |

| Arbitro: | Cudini (Fermo) |

|                           |           |  |
| Rover 25’ Fischnaller 78’ | Marcatori |  |

| Arbitro: | Colombo (Como) |

|                                  |           |                            |
| Litteri 16’ Sarno 56’ Lepore 61’ | Marcatori | 62’ Fischnaller 75’ Voltan |

| Arbitro: | Maranesi (Ciampino) |

|                      |           |                       |
| Casiraghi 35’ (rig.) | Marcatori | 41’ (rig.) Bortolussi |

| Arbitro: | Virgilio (Trapani) |

|             |           |                                |
| Cannavò 52’ | Marcatori | 14’ Voltan 42’ Rover 73’ Karić |

#### Play-off
| Arbitro: | Carella (Bari) |

|                                        |           |                      |
| Emmanuello 56’ Costantino 90+4’ (rig.) | Marcatori | 28’ (rig.) Casiraghi |

| Arbitro: | Cosso (Reggio Calabria) |

|                         |           |                       |
| Odogwu 9’ Casiraghi 30’ | Marcatori | 79’ (rig.) Costantino |

| Arbitro: | Rutella (Enna) |

|                          |           |  |
| Tito 72’ Santaniello 79’ | Marcatori |  |

| Arbitro: | Di Graci (Como) |

|                        |           |  |
| Casiraghi 90+9’ (rig.) | Marcatori |  |

### Coppa Italia
| Arbitro: | Camplone (Pescara) |

|                     |           |               |
| Rover 27’ Polák 32’ | Marcatori | 90+3’ Bianchi |

| Arbitro: | Paterna (Teramo) |

|                                     |           |  |
| Tutino 53’ Cicerelli 60’ Kupisz 88’ | Marcatori |  |

## Statistiche

### Statistiche di squadra
| Competizione | Punti | In casa | In casa | In casa | In casa | In casa | In casa | In trasferta | In trasferta | In trasferta | In trasferta | In trasferta | In trasferta | Totale | Totale | Totale | Totale | Totale | Totale | D.R. |
| Competizione | Punti | G       | V       | N       | P       | Gf      | Gs      | G            | V            | N            | P            | Gf           | Gs           | G      | V      | N      | P      | Gf     | Gs     | D.R. |
| ------------ | ----- | ------- | ------- | ------- | ------- | ------- | ------- | ------------ | ------------ | ------------ | ------------ | ------------ | ------------ | ------ | ------ | ------ | ------ | ------ | ------ | ---- |
| Serie C      | 75    | 19      | 12      | 5       | 2       | 33      | 12      | 19           | 9            | 7            | 3            | 33           | 17           | 38     | 21     | 12     | 5      | 66     | 29     | +37  |
| Coppa Italia | -     | 1       | 1       | 0       | 0       | 2       | 1       | 1            | 0            | 0            | 1            | 0            | 3            | 2      | 1      | 0      | 1      | 2      | 4      | -2   |
| Totale       | 75    | 20      | 13      | 5       | 2       | 35      | 13      | 20           | 9            | 7            | 4            | 33           | 20           | 40     | 22     | 12     | 6      | 68     | 33     | +35  |

### Andamento in campionato
| Giornata  | 1 | 2 | 3 | 4 | 5 | 6 | 7 | 8 | 9 | 10 | 11 | 12 | 13 | 14 | 15 | 16 | 17 | 18 | 19 | 20 | 21 | 22 | 23 | 24 | 25 | 26 | 27 | 28 | 29 | 30 | 31 | 32 | 33 | 34 | 35 | 36 | 37 | 38 |
| --------- | - | - | - | - | - | - | - | - | - | -- | -- | -- | -- | -- | -- | -- | -- | -- | -- | -- | -- | -- | -- | -- | -- | -- | -- | -- | -- | -- | -- | -- | -- | -- | -- | -- | -- | -- |
| Luogo     | T | C | T | C | T | C | T | C | T | C  | T  | T  | C  | T  | C  | T  | C  | T  | C  | C  | T  | C  | T  | C  | T  | C  | T  | C  | T  | C  | C  | T  | C  | T  | C  | T  | C  | T  |
| Risultato | V | V | N | N | V | V | P | N | N | V  | V  | V  | N  | V  | V  | N  | P  | N  | V  | V  | N  | V  | V  | P  | N  | N  | V  | V  | N  | V  | V  | P  | V  | V  | V  | P  | N  | V  |
| Posizione | 1 | 1 | 1 | 3 | 1 | 1 | 2 | 4 | 5 | 3  | 2  | 1  | 2  | 2  | 1  | 2  | 3  | 2  | 1  | 1  | 1  | 1  | 2  | 2  | 2  | 4  | 3  | 2  | 2  | 2  | 2  | 2  | 2  | 2  | 2  | 3  | 3  | 3  |

Legenda:

Luogo: C = Casa; T = Trasferta. Risultato: V = Vittoria; N = Pareggio; P = Sconfitta.